# John Dodson, 3. Baron Monk Bretton
John Charles Dodson, 3. Baron Monk Bretton (* 17. Juli 1924; † 26. Mai 2022) war ein britischer Politiker (Conservative Party) und Peer.

## Leben und Karriere
Dodson wurde als Sohn von John Dodson, 2. Baron Monk Bretton, und dessen Ehefrau Ruth Brand († 1967), der Tochter von Henry Brand, 1. Viscount Hampden, geboren. Er besuchte die Westminster School und später das New College der University of Oxford. Dodson erbte den Titel seines Vaters 1933 im Alter von neun Jahren.
Dodson lebte als Landwirt und Großgrundbesitzer in der Grafschaft Sussex.
1949 wurde Dodson Mitglied des Brooks’s Club. Von 1966 bis 1968 ließen Lord und Lady Monk Bretton von dem Architekten Raymond Erith ein Haus aus der Zeit von Queen Anne umbauen, welches Dodsons Urgroßvater Sir John Dodson von der Familie des britischen Dichters Percy Bysshe Shelley erworben hatte. Die Dodsons hatten es bis dahin hauptsächlich vermietet. Dodson lebte dort, bis er 2004 in die Schweiz zog.
Er war ab 1983 stellvertretender Lord Lieutenant von East Sussex und ein Unterstützer der England Agricultural Society Show in Ardingly, seit deren Gründung 1967. Nach seinem Ausschluss aus dem House of Lords 1999 zog er zeitweise an das Nordufer des Genfersees.

## Mitgliedschaft im House of Lords
Lord Monk Bretton nahm erstmals am 27. Januar 1948 seinen Sitz im House of Lords ein. Seine Antrittsrede hielt er am 18. März 1948 in einer Debatte über das Schlachten von Tieren. Er sprach dort in den folgenden Jahren vereinzelt, dabei mehrfach zu landwirtschaftlichen Themen. Häufiger wurden seine Debattenbeiträge ab Ende der 1960er Jahre. Er setzte sich insbesondere für die Landwirtschaft ein.
Am 9. November 1999 meldete er sich letztmals zu Wort. Dabei ging es um eine Anfrage von Christopher Suenson-Taylor, 3. Baron Grantchester an die Regierung in Bezug auf deren Vorschläge für die Milchindustrie. Dodson beendete seinen 13-minütigen Beitrag folgendermaßen:
„Das ist das Ende meines Beitrags, aber ich würde mich auch gerne verabschieden. Es ist wahrscheinlich, dass der noble Lord, Lord Grantchester, der diese Debatte initiierte, und ich nicht länger dieses Haus besuchen werden. Ich bin erfreut, dass ein Antrittsredner (d.i.: Lord Carlile of Berriew) nach mir sprechen wird. Ich hoffe, dass er die Fackel für die britische Milchindustrie weitertragen wird.“
Seinen Sitz verlor er durch den House of Lords Act 1999. Für einen der verbleibenden Sitze war er zur Wahl angetreten, belegte aber lediglich den 95. Platz für seine Partei. Für diese standen 42 Plätze zur Vergabe. Er gehörte der Hereditary Peerage Association an. Im Register of Hereditary Peers, die für eine Nachwahl zur Verfügung stehen, war er verzeichnet.

## Familie
Er heiratete am 29. Januar 1958 Zoe Scott, mit der er zwei Söhne hatte.